# Caiano (Castel San Niccolò)
Caiano ist ein Ortsteil (Fraktion, italienisch frazione) der italienischen Gemeinde Castel San Niccolò in der Provinz Arezzo in der Toskana.

## Geografie
Der Ort liegt etwa 5 km nordwestlich des Hauptortes von Castel San Niccolò (Strada in Casentino), etwa 40 km nordwestlich der Provinzhauptstadt Arezzo und etwa 30 km östlich der Regionalhauptstadt Florenz. Caiano liegt im Casentino (Casentinisches Arnotal) bei 794 m s.l.m. etwa 4 km südöstlich des Valico della Consuma (Consuma-Gebirgspass, 1020 m) und kurz östlich des Poggio Bombardi (1048 m). Der Ort hatte 2001 49 Einwohner, 2011 waren es 51 Einwohner.

## Geschichte
Die (heute nicht mehr existente) Burg gehörte im 11. Jahrhundert den Ubertini di Valenzano und später dann zu den Guidi aus dem etwa 2 km südöstlich gelegenen Battifolle. Seit 1868 ist Caiano Ortsteil der Gemeinde Castel San Niccolò.

## Sehenswürdigkeiten

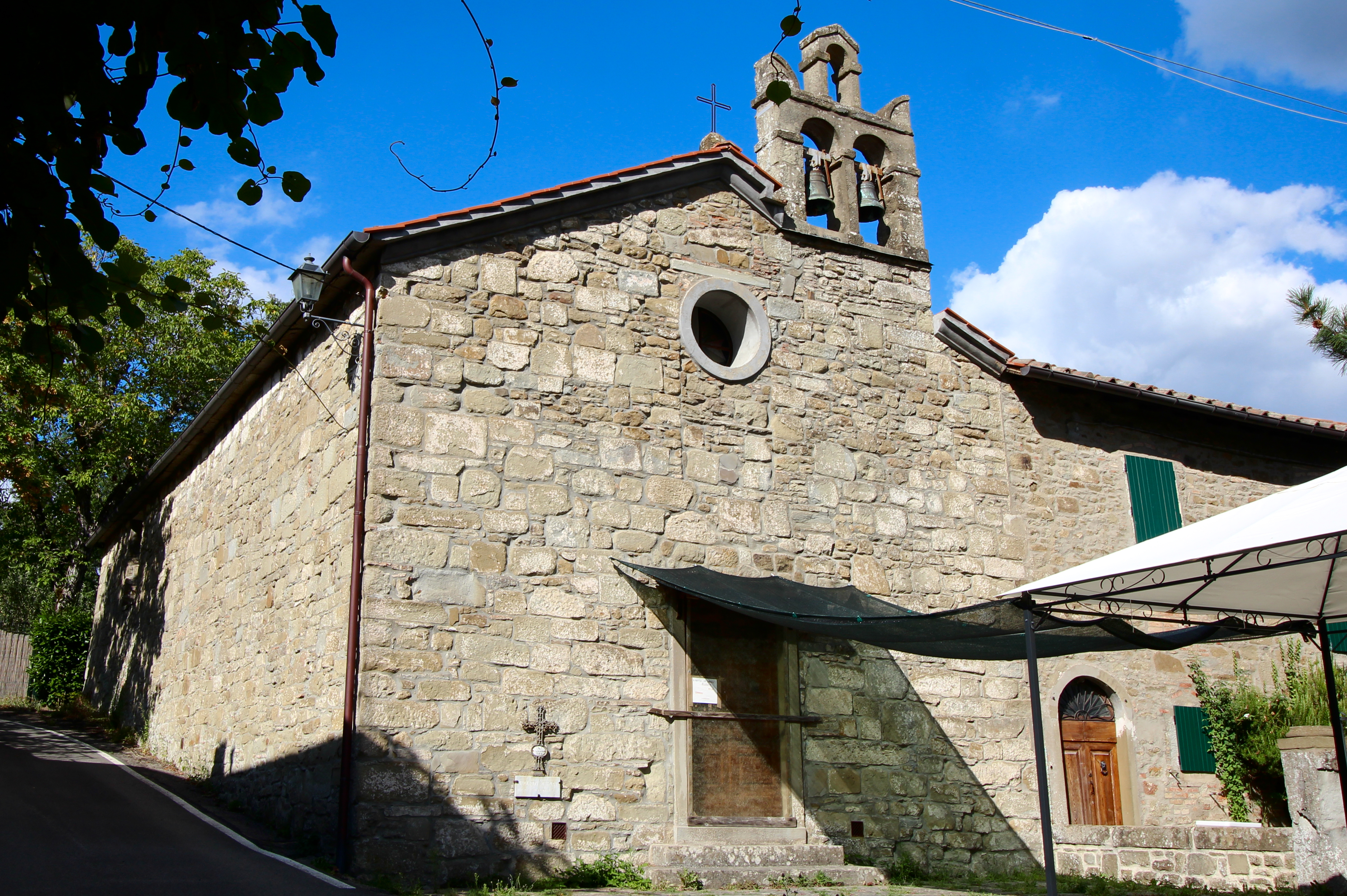
Die Kirche San Silvestro

- San Silvestro, Kirche, die zum Bistum Fiesole[1] gehört und im 13. Jahrhundert entstand.[3]